# Bisdom St Asaph
Het bisdom St Asaph is een van de zes bisdommen van de Kerk in Wales. De bisschopszetel van het bisdom is de kathedraal van St Asaph.
Het bisdom werd gesticht in de 6e eeuw door Sint-Kentigern. Oorspronkelijk strekte het bisdom zich uit tot in Engeland. Met de oprichting van de Kerk in Wales zou daar echter een einde aan komen; voortaan zou het bisdom volledig in Wales liggen.

## Aartsdiakonaten
Het bisdom bestaat uit de volgende aartsdiakonaten:
- Aartsdiakonaat Montgomery
- Aartsdiakonaat St Asaph
- Aartsdiakonaat Wrexham